# 斯特魯加市鎮

斯特魯加市鎮在北馬其頓的位置

斯特魯加市鎮是北馬其頓共和國的一個市镇，行政中心为斯特鲁加，属于西南统计区，總面積483平方公里，2002年人口63,376。
該市镇南接奧赫里德湖，東臨德巴尔察市镇，北鄰中茹帕市镇，西毗韦夫查尼市镇和阿爾巴尼亞，

## 外部連結
- 官方网站
- Struga municipality on a Macedonian general information Site （页面存档备份，存于）